# 第21軍 (日本軍)
第21軍（だいにじゅういちぐん）は、大陸命第200号により大本営直轄軍として編成され、中華民国広東省広州市に入城し制圧した大日本帝国陸軍の軍。

## 沿革
昭和13年（1938年）9月19日に編成され、編成後ただちに広東攻略戦に出動、塩沢幸一海軍中将指揮の第五艦隊に支援され、10月12日第18師団と第104師団を以ってバイアス湾に奇襲上陸、10月13日には司令部も上陸し、10月21日に広州に入城した。また第5師団は珠江を遡行して11月2日に仏山付近に進出、11月初頭には要域の制圧を終えた。

その後、付近の掃討作戦を行い広東をほぼ制圧、1939年（昭和14年）9月23日支那派遣軍の戦闘序列に編入、1940年（昭和15年）2月9日に一旦廃止。日中戦争後期の中華民国華南の守りは第23軍が担当した。

## 軍概要

### 歴代司令官
- 古荘幹郎中将（（陸士14期）：1938年（昭和13年）9月8日 - 1938年（昭和13年）11月9日
- 安藤利吉中将（陸士16期）：1938年（昭和13年）11月9日 - 1940年（昭和15年）2月9日（廃止）

### 歴代参謀長
- 田中久一少将（陸士22期）：1938年（昭和13年）9月8日 - 1939年（昭和14年）8月1日
- 土橋勇逸少将（陸士24期）：1939年（昭和14年）8月1日 - 1939年（昭和14年）12月1日
- 根本博少将（陸士23期）：1939年（昭和14年）12月1日 - 1940年（昭和15年）2月9日（廃止）

### 歴代参謀副長
- 藤室良輔大佐（陸士27期）：1938年（昭和13年）9月8日 - 1939年（昭和14年）3月9日
- 佐藤賢了大佐（陸士29期）：1939年（昭和14年）3月9日 - 1940年（昭和15年）2月9日（廃止）

## 所属部隊

### 昭和14年末
- 第5師団：今村均中将[1]
- 第18師団：久納誠一中将[1]
- 第38師団：藤井洋治中将[2]
- 第104師団：浜本喜三郎中将[2]
- 近衛混成旅団：桜田武少将[2]
- 台湾混成旅団：塩田定市少将[2]

### 最終所属部隊
- 第5師団
- 第18師団
- 第38師団
- 第104師団
- 第106師団
- 台湾混成旅団
- 近衛混成旅団